# Українське язичництво

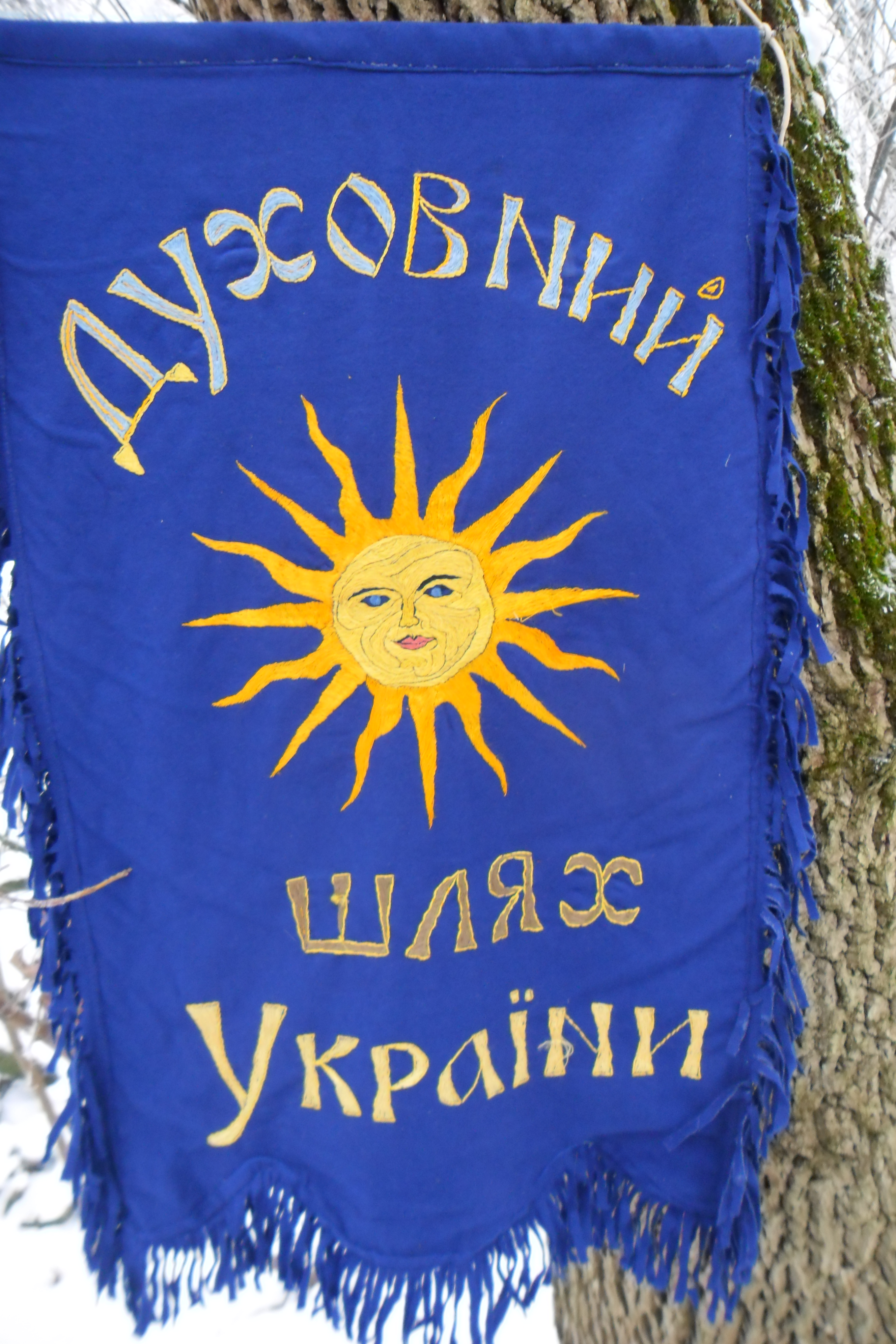

Українське язичництво («слов'янське язичництво», «рідна віра») — релігія предків українців (гр. etnikos — «природний, родовий, народний, язичницький»). Сформувалася в часи Русі (Київської держави), успадкувавши давні релігійні культи й традиції, що існували в попередні історичні епохи та існують на території України досі. Самі язичники називають цю релігію «рідною вірою», а себе «рідновірами».

## Загальна характеристика
Українське язичництво в широкому значенні означає сукупність релігійних вірувань, які перше зафіксовані були на теренах України, у їхньому еволюційному розвитку, включаючи релігію племен і народів найдавнішої доби, яких заведено вважати предками українців як в етнічному, так і в культурно-історичному планах; релігію східнослов’янських племен Русі (Київської держави), що існувала до прийняття християнства як офіційної релігії; народно-побутову релігійність, що існувала до часів християнства; сучасне відроджене українське язичництво в їхніх народно-традиційному автентичному вигляді.
Слово «язичництво» є науковим терміном, воно належить до слов’янської епохи. Язичництво закликає вірити в природу, поклонятись їй, зародженню землі та всьому живому. 

## Сучасність
На цей час під поняттям «язичництво» розуміють народні вірування та релігії, які поширені на планеті Земля і мають своєрідні ознаки (передусім іманентність божественного,  богів-предків, священний героїзм, сучасні «Світлі язичники» так чи інакше є обожествителями аспектів природи у своїй індивідуальній формі, що у кожного розуму своє унікальне бачення у чому наявний волелюбний світогляд розуміння вищих сил природи).
В Україні та по світу загалом язичництво починає відроджуватися у формі  неоязичництва. Також у багатьох регіонах світу (Африка, Америка, Полінезія, Азія) язичницькі релігії та вірування збереглися із прадавніх часів та продовжують розвиватися. Загальна чисельність у світі представників народних вірувань та їхніх новітніх течій становить сумарно від 11 %, залежно від способу визначення.

## Історія
Перші згадки про язичництво на території України, зокрема про культ Перуна, знаходимо в роботах Прокопія Кесарійського. Докладніше пантеон великого князя київського Володимира описує наше джерело «Повість врем’яних літ»￼￼, в якому згадуються Сварог, Перун, Хорс, Дажбог, Стрибог, Мокоша, Симаргл, Велес. Мистецьки виготовлені статуї шістьох з них стояли на пагорбі біля княжого палацу, кумир Велеса стояв на Подолі (нині вул. Волоська). У 988 році князь Володимир після прийняття християнства з Візантії зруйнував капище та неподалік цього місця збудував Софійський собор.
Формування язичницького світогляду предків слов’ян, у тому числі й українського народу, припадає на час переходу індоєвропейської людності до протонеоліту. Язичницький світогляд пройшов етапи, які в цілому відповідають основним археологічним епохам, природний розвиток власної етнічної віри та рідної духовності українців. Проте українське язичництво повністю не було знищене з приходом християнства на українські землі. Воно було синкретизоване з народним християнством, через те зберегло багато реліктових уявлень і звичаїв. Таким чином багато язичницьких обрядів перетворили на свята такі як "Великдень", "Івана Купала" та інші. Сліди існування язичництва можна простежити навіть у XX столітті. Християнство не мало достатнього впливу на слов’ян. Тому є сучасні українці які продовжують вірити в язичницьких Богів, у духів природи та виконують обряди поклоніння їм.
У 1934 році львівський науковець Володимир Шаян став свідком обряду освячення зерна перед посівом, який відбувався на горі Ґрегіт у Карпатах. Вражений архаїчністю ритуалу, він зрозумів, що релігія предків ще жива в глибині народу. Історичні невдачі рідного народу професор В. Шаян зрозумів як своєрідну карму (відплату) за зраду рідних Богів. Своє наукове завдання він вбачав в очищенні духовної скарбниці українців і поверненні язичницької релігії українському народові.
Крім названих вище Богів, у язичництві слов’ян і, зокрема, українців вшановуються також Триглав, Род, Святовит, Лада, Ладо (Ладобог), Ярило, Дана (Богиня Води). Кожен з них має свою богословську значимість, відбиту в священному імені, календарну дату, молитовну поезію та ін.